# Соркмо, Май Хелен
Май Хелен Соркмо, в девичестве Нюмоэн (норв. Maj Helen Sorkmo; род. 14 августа 1969 года, Ус, Норвегия) — норвежская лыжница, участница двух Олимпийских игр и трёх чемпионатов мира, победительница этапов Кубка мира.
В Кубке мира Соркмо дебютировала 14 марта 1992 года, в ноябре 2002 года одержала первую в карьере победу на этапе Кубка мира, в эстафете. Всего имеет на своём счету 2 победы на этапах Кубка мира, обе в эстафетах, в личных гонках 5 раз попадала в тройку лучших, каждый раз в спринте. Лучшим достижением Соркмо в общем итоговом зачёте Кубка мира является 12-е место в сезоне 1999/00.
На Олимпийских играх 1998 года в Нагано заняла 19-е место в гонке на 30 км свободным стилем.
На Олимпийских играх 2002 года в Солт-Лейк-Сити была 6-й в спринте, кроме того стартовала в масс-старте на 15 км свободным стилем, но сошла с дистанции.
За свою карьеру участвовала в трёх чемпионатах мира, лучший результат 14-е места в гонке на 5 км классическим стилем на чемпионате мира 1999 года и в спринте на чемпионате мира 2003 года.
Завершила спортивную карьеру в 2003 году.